# 푸시키노고르스키군

푸시키노고르스키 군의 위치

푸시키노고르스키군(러시아어: Пушкиногорский район)은 1927년에 레닌그라드 주에서 분리 신설되었고 1944년에 프스코프 주에 속하게 된 군이다. 1962년에서 1967년까지 노보르젭스키 군에 군 일부가 편입되었다. 알렉산드르 푸시킨을 기념하기 위해 현재의 이름으로 명명되었다.
상트페테르부르크 - 키예프 연결 지점에 위치해 있으며, 푸시킨스키예 산(Пушкинские Горы)이 위치해 있다. 군 면적은 1,100 sq. km (프스코프 주 면적의 2,1%를 차지)이다.